# 青年水库 (海丰)
青年水库位于中国广东省汕尾市海丰县附城镇西部，与海丰县城仅一山之隔，是兼有防洪、灌溉、供水、发电等功能的中型骨干水库，集雨面积58.84平方公里，正常蓄水位24米，正常库容量6815万立方米，担负着海丰县城和联安镇20多万人口以及5万多亩农业用水重任。
1958年8月29日，红城水库动工，坝高24米，正常库容5140万立方米。1960年4月为迎接团中央在海丰召开南方四省(赣湘闽粤)百县青年代表会议，改名青年水库。本年在龙津河上游十二嫩河段建成长350米，高15米的拦河坝，将十二嫩以上至源头12.7公里、集雨面积38.8平方公里，截入青年水库，改属大液河支流的小液河水系，此后龙津河只剩长18.8公里，流域面积49.5平方公里。
青年水库的供水功能由海丰县青年水厂承担，2011年10月青年水厂扩建工程首期工程建成投产后，日供水能力由1.5万立方米增加到4.5万立方米，县城日供水能力由7.5万立方米增加到10.5万立方米。